# Wilhelmieten
De wilhelmieten is een orde van mannelijke kloosterlingen genoemd naar Willem van Maleval († 1157) en door de Rooms-Katholieke Kerk goedgekeurd in 1224.
Zij volgden oorspronkelijk de regel van Benedictus en later die van de cisterciënzers.  Na de vijftiende eeuw kwam de orde tot verval, zodat rond 1800 slechts het Mariaklooster te Huijbergen, gesticht in 1278, als enige overbleef.  Sinds 1847 is het opvoedings- en onderwijsinstituut Ste.-Marie er in gevestigd.
Ook de wijk en station Guillemins in Luik is naar de wilhelmieten genoemd die daar in 1287 een klooster stichtten. In Brugge herinnert de Willemijnendreef aan het klooster van deze orde, die er de naam Sint-Antoniusdal droeg en er bestond van 1430 tot 1786.
De wilhelmieten droegen een wit habijt met een zwart scapulier.